# Панкратий иллирийский
Панкрациум иллирийский (лат. Pancratium illyricum) — многолетнее растение, вид рода Панкраций (Pancratium) семейства Амариллисовые (Amaryllidaceae).

## Таксономия
Видовой эпитет означает «из Иллирии», региона на западных Балканах, хотя такое название не подходит виду, так как растение там не растёт.

## Ботаническое описание
Панкрациум иллирийский — луковичное многолетнее растение с сизыми листьями, длиной 30-60 см, шириной 1,5 — 0,5 см. После цветения, в начале лета, листья засыхают и растение переходит в состояние покоя. Стебель до 45 см в длину, цветки собраны в зонтики по 12 штук белые с короткой короной и очень ароматные. Цветки появляются с апреля по июнь. Pancratium canariense с Канарских островов очень похож на этот вид. У него более широкие листья, более длинные цветоносы и цветки осенью.

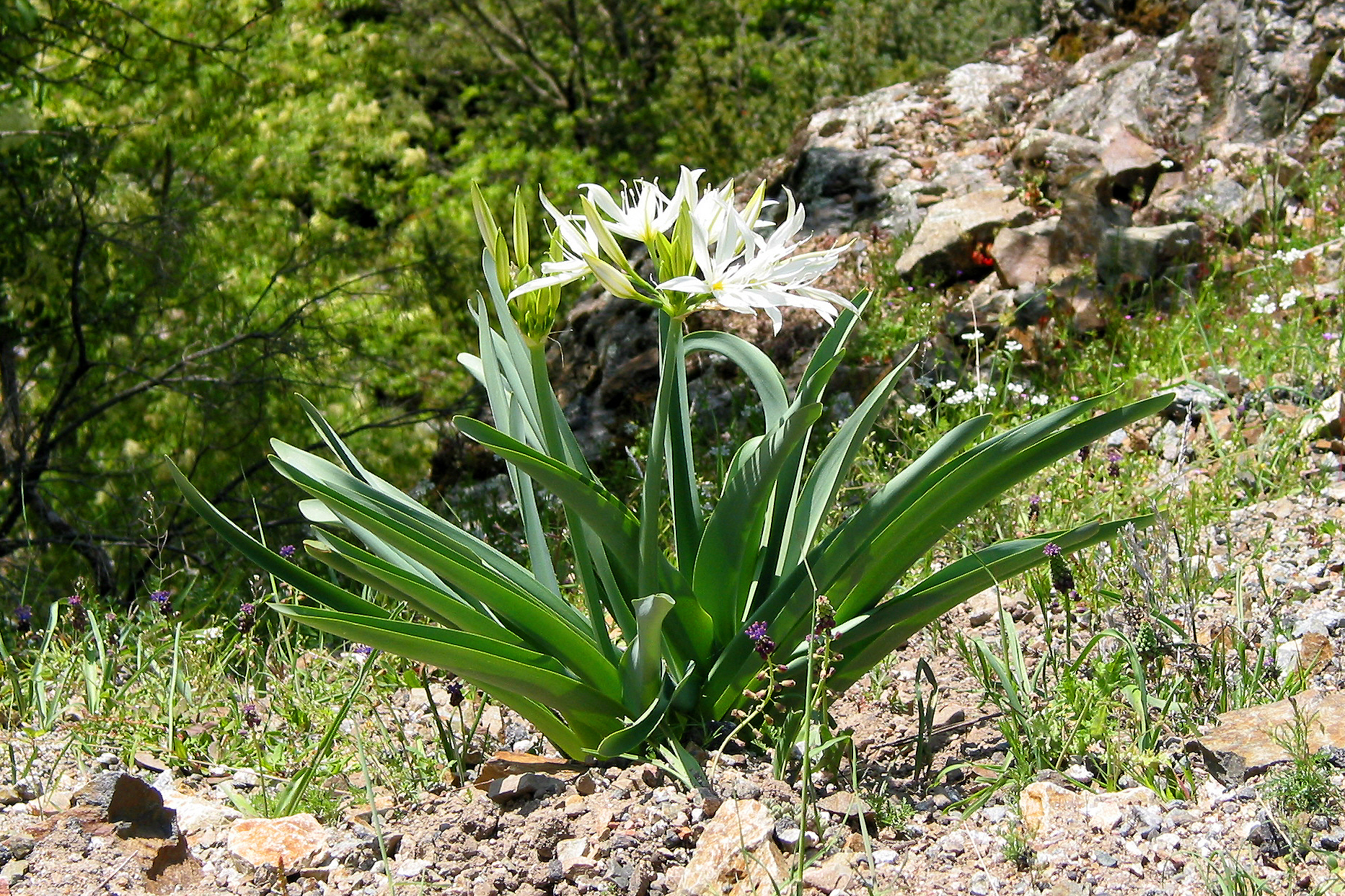
Общий вид
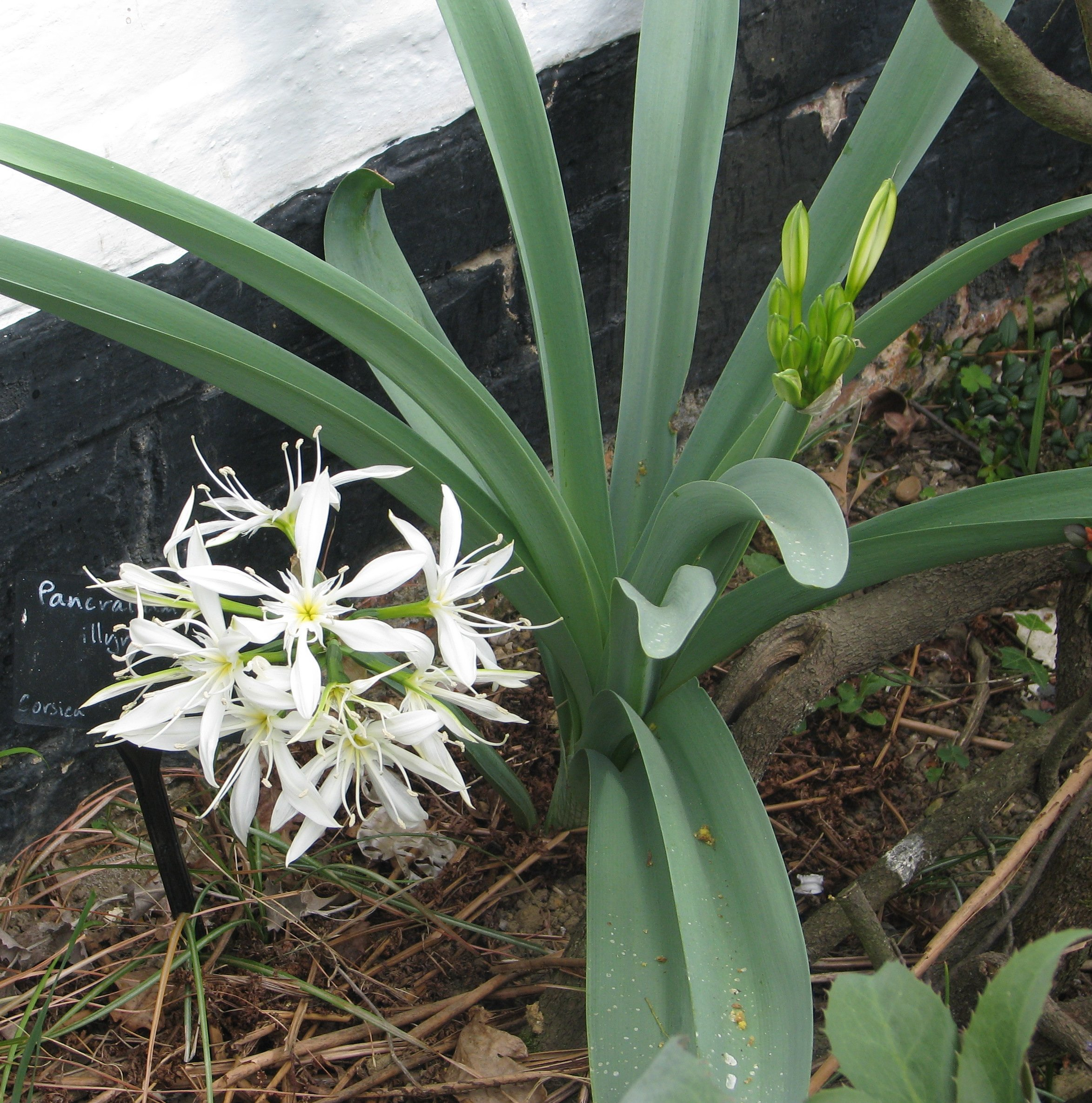
Листья и цветки
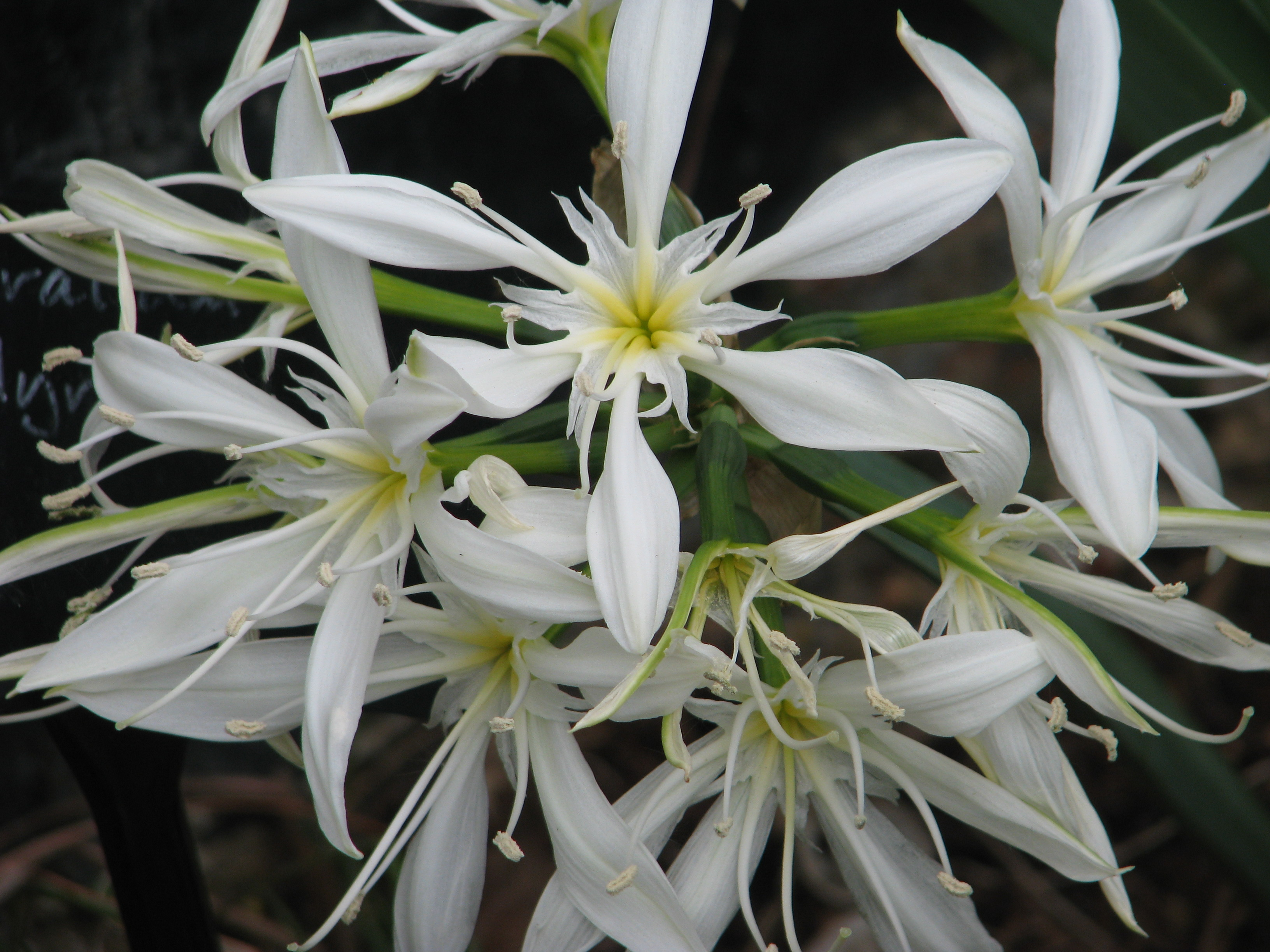
Соцветие

## Распространение
Панкрациум иллирийский растение встречается в природе на островах Корсике и Сардинии, а также на острове Капрая Тосканского архипелага. Растёт на каменистых склонах и в редколесьях от уровня моря до более чем 1300 м над уровнем моря.

## Культивирование и использование
Панкрациум иллирийский легко выращивается и цветёт, если посадить у стены, выходящей на юг. Медленно растёт и достигает плодоносящего возраста. Это самый выносливый вид рода. Требует яркое солнце в более прохладном климате, в противном случае — светлая тень. Размножается семенами или делением.